# Łaźniki (województwo łódzkie)
Łaźniki – wieś w Polsce położona w województwie łódzkim, w powiecie łowickim, w gminie Zduny.
Wieś arcybiskupstwa gnieźnieńskiego w powiecie orłowskim województwa łęczyckiego w końcu XVI wieku. Była wsią klucza zduńskiego arcybiskupów gnieźnieńskich. 
W latach 1954–1959 wieś należała i była siedzibą władz gromady Łaźniki, po jej zniesieniu w gromadzie Zduny. W latach 1975–1998 miejscowość administracyjnie należała do województwa skierniewickiego. Składa się z czterech kolonii: Stara Wieś, Kijonie, Krótka, Lipińska.